# Ільхан Омар
Ільхан Абдуллахі Омар (англ. Ilhan Abdullahi Omar; нар. 4 жовтня 1981, Могадішо, Сомалі) — американський політик сомалійського походження, член Демократичної партії від штату Міннесота. У 2016 році була обрана членом Палати представників штату Міннесота, ставши першою з числа американців сомалійського походження, хто був обраний до складу законодавчого органу США.
6 листопада 2018 року Омар стала першою американкою сомалійського походження, обраною у Конгрес США (членом Палати представників США від штату Міннесота). Також Ільхан Омар (поряд з Рашидою Тлаіб) стала першою мусульманкою, обраною в Конгрес США. Крім того, Омар — перша представниця небілого населення, обрана до складу Палати представників США від штату Міннесота.

## Біографія
Народилася 4 жовтня 1981 року в Могадішо, дитинство провела в Байдабо. Була наймолодшою з 7 дітей. Батько Ільхан, Нур Омар Мухамед — сомалієць, займався підготовкою педагогів. Її мати — Фадума Абукар Хаджі Хуссейн, з конфедерації Бенадір — померла, коли Ільхан було 2 роки. Після смерті матері дівчинку ростили батько і дід. Діда Ільхан звали Абукар, він очолював Національне управління Сомалі в сфері морського транспорту, її дядька й тітки працювали педагогами і чиновниками. Після початку громадянської війни в Сомалі в 1991 році родина Омар разом з нею виїхала з країни, і 4 роки вони провели в таборі біженців в Кенії.
У 1995 році сім'я Омар як біженці отримали дозвіл оселитися в США, перший час вони жили в окрузі Арлінгтон. Пізніше вони переїхали в Міннеаполіс, там Омар вивчила англійську мову. Її батько після переїзду в США працював спочатку таксистом, потім працівником пошти. Під час дорослішання Ільхан її батько і дід розповідали їй про важливість демократії, також дівчинка ходила разом з ними на кокуси. У 2000 році у віці 19 років Омар отримала громадянство США.
У 2011 році Ільхан Омар закінчила Університет Північної Дакоти зі ступенем бакалавра в галузі політології та міжнародних відносин.

## В Палаті представників США
У серпні 2019 року Омар і Рашиде Тлаіб — її колезі по Демократичній партії в Палаті представників — було відмовлено у в'їзді до Ізраїлю в зв'язку з їх підтримкою політики бойкоту (BDS) — відповідно до ізраїльського закону (2017), що забороняє в'їзд в країну особам, підтримує бойкот Ізраїлю. Згідно організації NGO Monitor, одним з двох спонсорів не відбувся візиту Тлаіб і Омар було НКО «Міфтію», відоме своєю антиізраїльській діяльністю і підтримкою BDS.
Входить до Прогресивного Кокусу Палати представників Конгресу США. Була однією з підписантів листа до Президента США Джозефа Байдена про перегляд підходів щодо допомоги Україні, який підписали інші члени Прогресивного Кокусу. 
2 лютого 2023 року Ільхан Омар було виключено з комітету закордонних справ Палати представників Конгресу США за антисемітські ремарки, які вона робила в минулому. 